# Ráfia

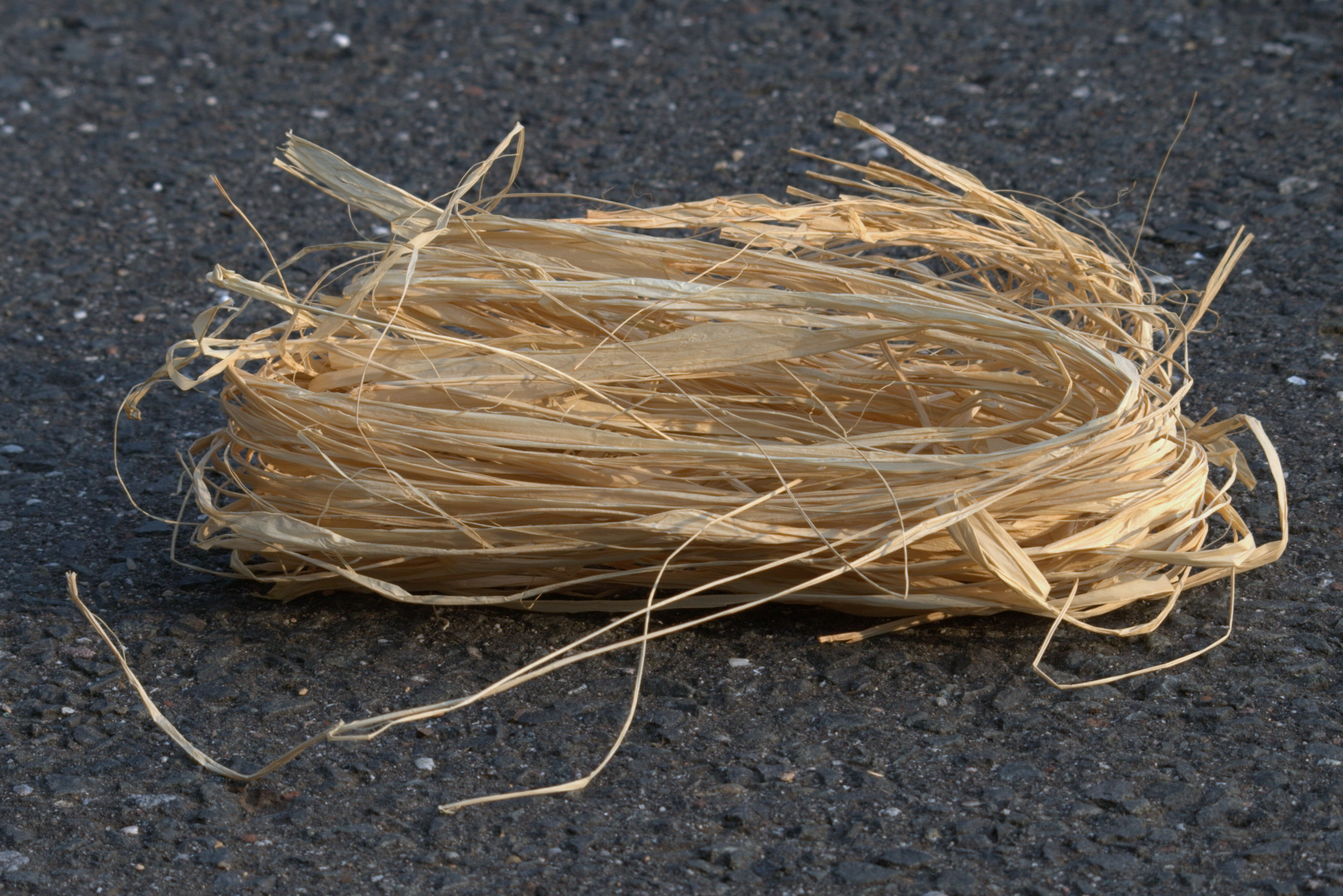
Fibras de ráfia que são usados para uma variedade de propósitos

Ráfia, também chamada de libongo, lubongo, e pano-zimbo (por alusão aos "zimbos" que eram búzios ou conchas que serviam de moeda, na costa do reino do Congo), é um tipo tecido fabricado com cânhamo ou fibras de palmeira-bordão, que foi usado historicamente, durante os séculos XVI e XVII, como numisma legal (isto é, moeda de troca) em várias regiões da África Central, dentro do reino do Congo e na Capitania Geral do Reino de Angola, em territórios que hoje em dia pertencem a Angola, ao Congo e ao Gabão, antes da introdução e generalização da moeda metálica nas suas respectivas economias, por mercê da influência portuguesa. Também era usada para fabricação de cestos para transporte de frutas ou pequenas cargas.
Existe também um composto sintético de polipropileno que imita a fibra da ráfia e é também assim denominado. Esse tipo de fibra de polipropileno foi inventado em 1960 pela empresa Covema, fundada pelos irmãos Marco Terragni e Dino Terragni.

## Descrição

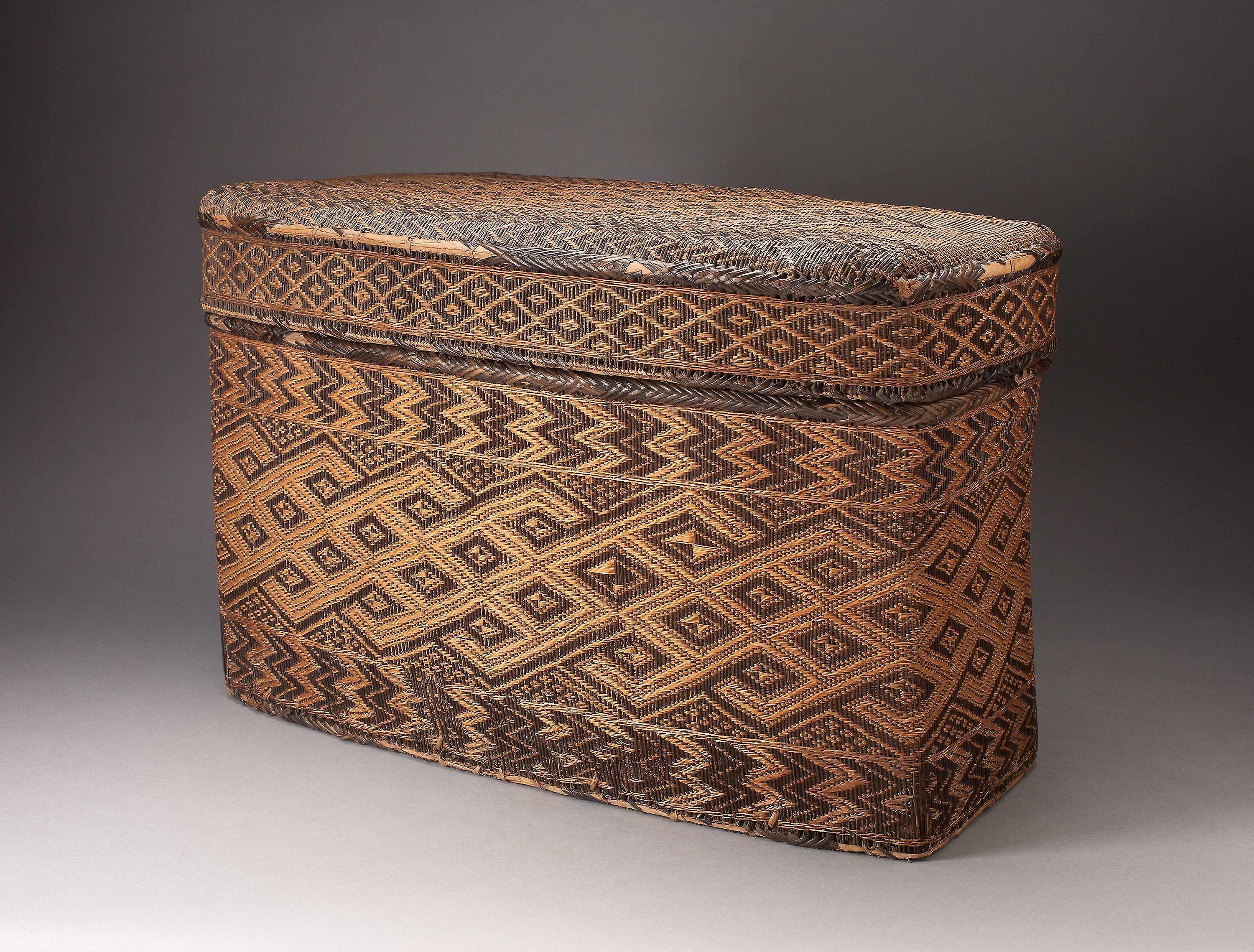
Uma cesta de lubongo cuidadosamente confeccionada, artefato histórico datado do século XVIII, proveniente do Reino do Congo. Fotografia registrada no Instituto de Arte de Chicago

O libongo era um pedaço de pano quadrangular o qual - sendo certo que as suas dimensões variaram ao longo da história- media três quartos de vara (cerca de 82,5 centímetros) em todos os lados, no séc. XVII.
Este têxtil era amiúde tecido no Loango com linho de cânhamo, ou fibras de palmeira-bordão ou fibras da casca de outra planta, a que se chamava "matomba" (não confundir com a espécie Guazuma ulmifolia, que também dá por este nome comum, mas que não é nativa do continente africano).
Estes panos vinham cunhados com os símbolos das autoridades vigentes no território, com efeito, chegou a haver libongos com o cunho das armas de Portugal, durante a primeira metade do séc. XVII.
No final do séc. XVII, quatro libongos cosidos juntos, valiam aproximadamente 1 vintém.

## História

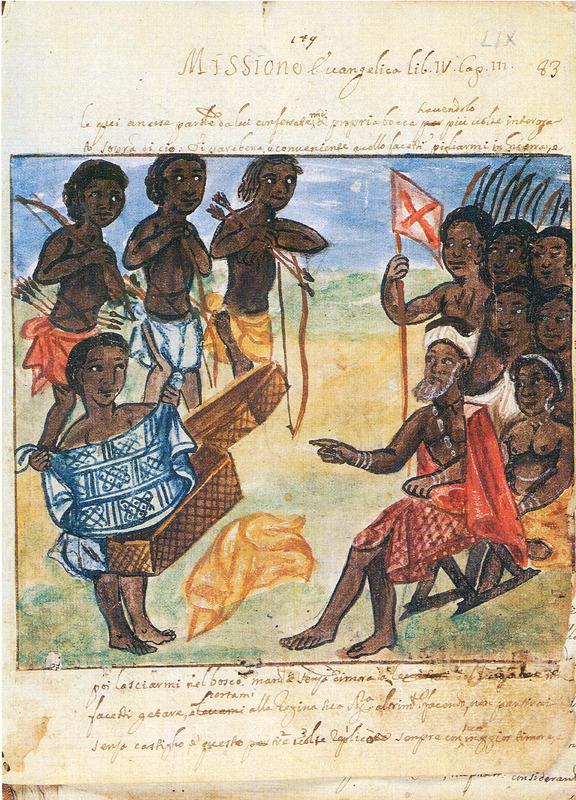
Pintura do padre Antonio Cavazzi feita na década de 1650 representando o comércio da ráfia em Mabanza Congo

### Portugal e Angola
As primeiras tentativas de substituir o libongo como moeda de troca, por moeda metálica, surgiram no contexto português em 1645, ainda durante a ocupação holandesa de Luanda.
O governador, Francisco de Souto-Maior, uma vez estabelecido no Quicombo, em 1645, propôs a substituição do libongo por moeda de cobre cunhada, dando conta de que a região tinha muitas minas de cobre o que facilitaria, quer o pagamento dos soldos das tropas, como também a regularização do comércio em Angola.
Posteriormente, durante a governação de Salvador Correia de Sá e Benevides houve um tentâme concertado, com vista a substituir os libongos. Dessarte, a Câmara de Luanda apresentou um requerimento onde se fazia a proposta de cunhagem de duas variedades de moeda de cobre: uma com o peso de duas oitavas e dois terços (aproximadamente 11 gramas e meia), a que se daria o nome "meio-pano" (por alusão ao nome "pano-zimbo") e com um valor esmado em 25 reis; e outra, a que chamaria “libongo” (por alusão ao libongo original), com um peso de uma oitava e um terço (aproximadamente 5,75 gramas), com um valor esmado de 12 reis e meio.
Porém, em Agosto de 1649, o Conselho Ultramarino rejeitou este pedido por entender que poderia deitar a perder o comércio na região do Libolo, onde se andavam a tentar estabelecer feitorias e entrepostos comerciais portugueses, uma vez que ainda não teriam poder suficiente para tentar introduzir as novas moedas naquele território. Ademais, o Conselho também advertiu que a extinção dos panos-zimbos como moeda de troca não era oportuna, naquele momento, uma vez que poderia dificultar a reconciliação das relações portuguesas com o reino do Congo, uma vez que aquele também usava este tipo de panos como moeda e, além disso, ainda estava obrigado pelo tratado de 1649 a pagar um tributo anual ao Reino de Portugal em pano-zimbo.
Só mais tarde, na segunda metade do séc. XVII, em finais de 1663, aproveitando o declínio do libongo, cuja qualidade e valor tinha vindo a depreciar consideravelmente, ameaçando os rendimentos da coroa em cerca de 10.000 cruzados por ano, por causa da desvalorização, é que o Conselho Ultramarino se abalançou a peticionar a substituição do libongo por moeda de cobre. Assim, já no ano seguinte - 1664 - a Coroa aprova a cunhagem da moeda de cobre em Angola. Deste modo, surge a macuta, moeda cujo nome provém do étimo mukuta, usado no Loango para aludir ao tecido urdido com a fibra da palmeira-bordão, assim escolhido em homenagem à moeda pano anterior.

### Reino do Congo
Quando o rei Garcia II, capitulou ante os portugueses, cedendo-lhes a ilha de Luanda e a sua pesca no tratado de 1649 (posteriormente emendado e ratificado em 1651), tendo-se comprometido a pagar ao Reino de Portugal um tributo anual, aproveitou o ensejo e trocou a moeda do reino pelo libongo de ráfia. O pano era "do tamanho de um guardanapo" e chamado mpusu ou libongo.